# Peter Falk
Peter Michael Falk (født 16. september 1927, død 23. juni 2011) var en amerikansk skuespiller, mest kendt for sin rolle som detektiven Columbo. Den ikke helt velklædte og ubarberede detektiv Columbo løser sine sager med skarpsindighed og et uskyldigt og nærmest naivt "tumling"-udseende. Et af hans kendetegn er, når han er færdig med et interview og er i færd med at forlade rummet, at vende sig om og sige: "Lige en ting til…"
Peter Falk var ikke særlig høj, en mørk brooklyn-type, som havde vanskeligt ved at bryde ud af "gangster"-rollen, indtil han blev tilbudt detektiv-rollen som Columbo i 1971. Serien består af 69 episoder og er fortsat populær. Rollen indbragte ham fem Emmyer og en Golden Globe.
Peter Falk var også billedkunstner med flere galleri-shows bag sig. Hans kunstneriske karriere startede, efter at han begyndte at tegne i ventetiden, mens der blev filmet "on location". 
Peter Falk led siden 2008 af Alzheimers sygdom og demens.
Peter Falk sov stille ind i sit hjem i Beverly Hills om aftenen den 23. juni 2011.

## Filmografi
| År   | Titel                                             | Rolle                     | Noter                                                                                           |
| ---- | ------------------------------------------------- | ------------------------- | ----------------------------------------------------------------------------------------------- |
| 1959 | The Bloody Brood                                  | Nico                      |                                                                                                 |
| 1960 | Murder, Inc.                                      | Abe Reles                 | Nomineret — Oscar for bedste mandlige birolle Nomineret—Golden Globe for "New Star of the Year" |
| 1960 | The Secret of the Purple Reef                     | Tom Weber                 |                                                                                                 |
| 1961 | Pocketful of Miracles                             | Joy Boy                   | Nomineret—Oscar for bedste mandlige birolle                                                     |
| 1962 | Pressure Point                                    | Ung psykiater             |                                                                                                 |
| 1963 | The Balcony                                       | Politiinspektør           |                                                                                                 |
| 1963 | It's a Mad, Mad, Mad, Mad World (Hopla, vi lever) | Taxachauffør              |                                                                                                 |
| 1964 | Robin and the 7 Hoods                             | Guy Gisborne              |                                                                                                 |
| 1964 | Attack and Retreat                                | Paramediciner             |                                                                                                 |
| 1965 | The Great Race                                    | Max                       |                                                                                                 |
| 1966 | Penelope                                          | Lieutenant Horatio Bixbee |                                                                                                 |
| 1966 | Too Many Thieves                                  | Danny                     |                                                                                                 |
| 1967 | Luv                                               | Milt Manville             |                                                                                                 |
| 1968 | Anzio                                             | Korporal Jack Rabinoff    |                                                                                                 |
| 1968 | A Hatful of Rain                                  | Polo Pope                 | Tv-film                                                                                         |
| 1969 | Machine Gun McCain                                | Charlie Adamo             |                                                                                                 |
| 1969 | Castle Keep                                       | Sergeant Rossi            |                                                                                                 |
| 1970 | Husbands                                          | Archie Black              |                                                                                                 |
| 1970 | Operation Snafu                                   | Peter Pawney              |                                                                                                 |
| 1974 | En kvinde under indflydelse                       | Nick Longhetti            |                                                                                                 |
| 1976 | Murder by Death                                   | Sam Diamond               |                                                                                                 |
| 1976 | Mikey and Nicky                                   | Mikey                     |                                                                                                 |
| 1976 | Griffin and Phoenix                               | Geoffrey Griffin          |                                                                                                 |
| 1977 | Opening Night                                     |                           |                                                                                                 |
| 1978 | The Brink's Job                                   | Tony Pino                 |                                                                                                 |
| 1978 | The Dean Martin Celebrity Roast                   | Columbo                   | Tv-film                                                                                         |
| 1978 | The Cheap Detective                               | Lou Peckinpaugh           |                                                                                                 |
| 1978 | Scared Straight!                                  | Sig selv – Vært           |                                                                                                 |
| 1979 | The In-Laws                                       | Vincent J. Ricardo        |                                                                                                 |
| 1981 | ...All the Marbles                                | Harry Sears               |                                                                                                 |
| 1981 | The Great Muppet Caper                            | Vagabond                  | Ikke krediteret                                                                                 |
| 1986 | Big Trouble                                       | Steve Rickey              |                                                                                                 |
| 1987 | Prinsessen og de skøre riddere                    | Bedstefar/Fortæller       |                                                                                                 |
| 1987 | Happy New Year                                    | Nick                      |                                                                                                 |
| 1987 | Himlen over Berlin                                | Sig selv                  |                                                                                                 |
| 1988 | Vibes                                             | Harry Buscafusco          |                                                                                                 |
| 1989 | Cookie                                            | Dominick "Dino" Capisco   |                                                                                                 |
| 1990 | In the Spirit                                     | Roger Flan                |                                                                                                 |
| 1990 | Tune in Tomorrow                                  | Pedro Carmichael          |                                                                                                 |
| 1993 | Så fjern, så nær!                                 | Sig selv                  |                                                                                                 |
| 1995 | Roommates                                         | Rocky Holzcek             |                                                                                                 |
| 1995 | The Sunshine Boys                                 | Willie Clark              | Tv-film                                                                                         |
| 1998 | Money Kings                                       | Vinnie Glynn              |                                                                                                 |
| 2000 | A Storm in Summer                                 | Abel Shaddick             | Tv-film Nomineret — Daytime Emmy Award for "Outstanding Performer in a Children's Special"      |
| 2001 | Made                                              | Max                       |                                                                                                 |
| 2001 | The Lost World                                    | Reverend Theo Kerr        | Tv-film                                                                                         |
| 2001 | A Town Without Christmas                          | Max                       | Tv-film                                                                                         |
| 2001 | Corky Romano                                      | Francis A. "Pops" Romano  |                                                                                                 |
| 2002 | Undisputed                                        | Mendy Ripstein            |                                                                                                 |
| 2002 | Three Days of Rain                                | Waldo                     |                                                                                                 |
| 2003 | Finding John Christmas                            | Max                       | Tv-film                                                                                         |
| 2004 | Stor Ståhaj                                       | Don Feinberg              | Stemme                                                                                          |
| 2004 | When Angels Come to Town                          | Max                       | Tv-film                                                                                         |
| 2005 | The Thing About My Folks                          | Sam Kleinman              |                                                                                                 |
| 2005 | Checking Out                                      | Morris Applebaum          |                                                                                                 |
| 2007 | Next                                              | Irv                       |                                                                                                 |
| 2009 | American Cowslip                                  | Father Randolph           |                                                                                                 |

Herudover har Peter Falk medvirket i en række tv-serier.